# Nikon (Potapczuk)

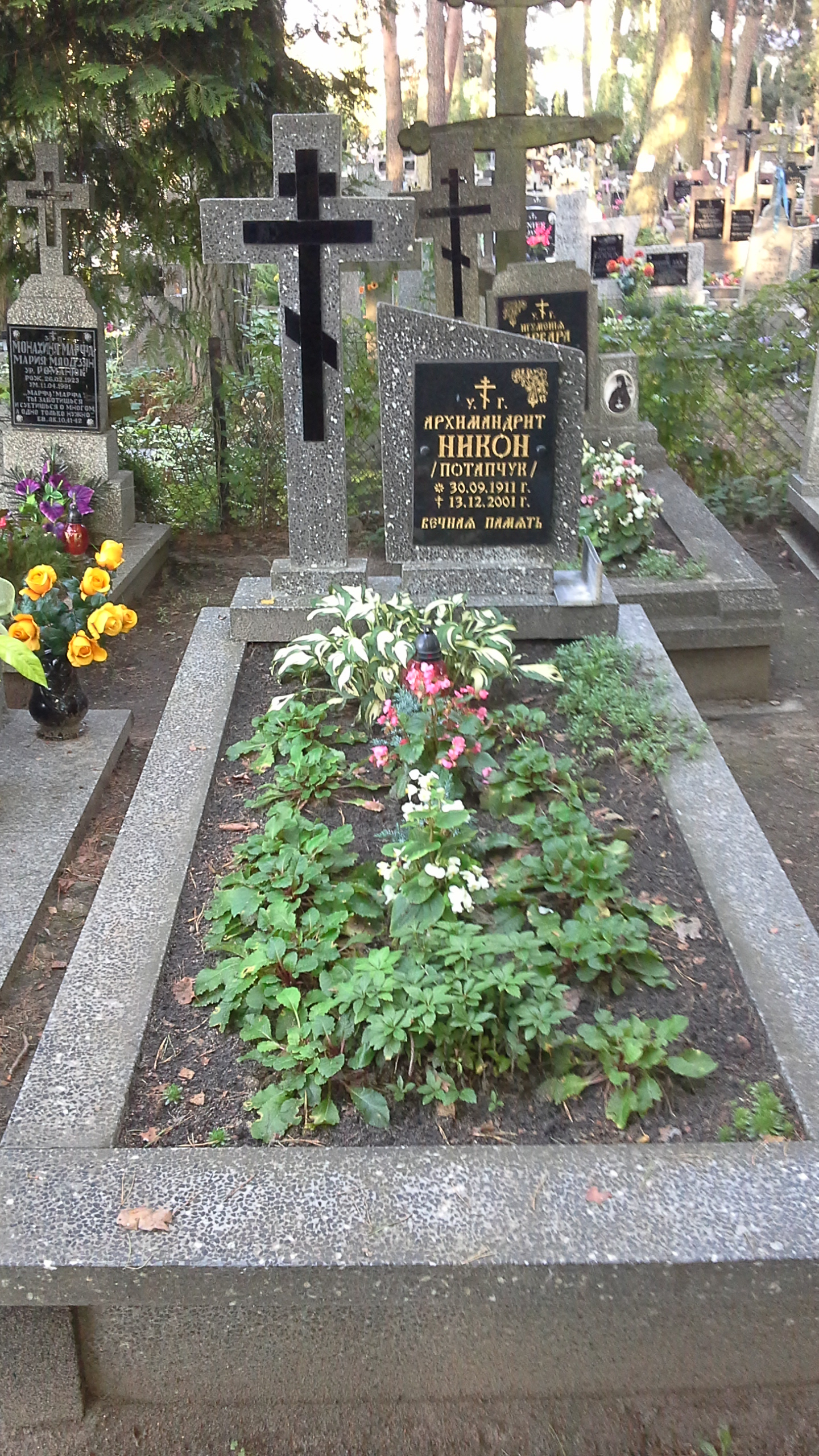
Grób archimandryty Nikona na cmentarzu monasterskim na Grabarce

Nikon, imię świeckie Mikołaj Potapczuk (ur. 30 września 1911 w Kostomłotach, zm. 13 grudnia 2001 na górze Grabarce) – polski duchowny prawosławny, przełożony monasteru św. Onufrego w Jabłecznej w latach 1986–1987.

## Życiorys
Pochodził z głęboko religijnej prawosławnej rodziny z Kostomłotów. Od 1936 był psalmistą w miejscowej cerkwi prawosławnej, przed 1939 ukończył szkołę psalmistów i dyrygentów chórów cerkiewnych przy monasterze św. Onufrego w Jabłecznej. Po zniszczeniu świątyni w Kostomłotach (we wsi pozostała jedynie cerkiew św. Nikity, neounicka) brał udział w organizacji cerkwi domowej w miejscowej świetlicy wiejskiej. Okres okupacji niemieckiej przeżył w rodzinnej wsi, nadal czynnie działając w rodzinnej parafii.
W ramach Akcji „Wisła” został przesiedlony do Ublika (województwo warmińsko-mazurskie). Od 1951 był psalmistą nowo otwartej parafii prawosławnej w Kętrzynie, utrzymywał kontakty z ks. Aleksandrem Awajewem z Wojnowa. Przed 1956 przyjął święcenia kapłańskie. W wymienionym roku ukończył Prawosławne Seminarium Duchowne w Warszawie. Kolejno był proboszczem parafii w Juszkowym Grodzie (do 1958), Ostrowiu (1958–1960) i Lewkowie Starym (1960–1972). W 1972 metropolita warszawski i całej Polski Bazyli wyznaczył go na spowiednika mniszek monasteru Świętych Marty i Marii na Grabarce. Następnie duchowny był wychowawcą i nauczycielem śpiewu cerkiewnego w seminarium duchownym przy monasterze św. Onufrego w Jabłecznej. W latach 1979–1981 wrócił do służby na Grabarce, następnie w 1981 ponownie został skierowany do klasztoru w Jabłecznej. Przyczynił się do wzniesienia w Holeszowie nowej cerkwi.
Otrzymał wszystkie kolejne nagrody kapłańskie przyznawane w Polskim Autokefalicznym Kościele Prawosławnym. W 1986, chociaż nie był jeszcze mnichem, powierzono mu obowiązki przełożonego monasteru św. Onufrego w Jabłecznej i proboszcza parafii klasztornej. 7 listopada 1987 złożył wieczyste śluby mnisze przed metropolitą warszawskim Bazylim, przyjmując imię Nikon. Natychmiast otrzymał godność archimandryty.
Już w czerwcu roku następnego duchowny opuścił Jabłeczną i zamieszkał na stałe na Grabarce, gdzie był spowiednikiem mniszek. W 1998 z powodu złego stanu zdrowia przeszedł w stan spoczynku. Do śmierci żył na Grabarce, tam też został pochowany. Jego pogrzebowi w dniu 16 grudnia 2001 przewodniczył biskup bielski Grzegorz.
Przed II wojną światową ożenił się z Martą Trociuk, miał jedną córkę Tamarę. Do monasteru wstąpił po śmierci małżonki.
Postać archimandryty Nikona upamiętnia pomnik-krzyż przy cerkwi w Holeszowie oraz analogiczny pomnik na terenie monasteru św. Serafina z Sarowa w Kostomłotach.